# Biserica ortodoxă coptă
A nu se confunda cu Biserica Ortodoxă a Alexandriei (calcedoniană).
Biserica Ortodoxă Coptă este o biserică autocefală care face parte din grupul Bisericilor necalcedoniene.
Biserica coptă are propriul papă, la acest moment Teodor al II-lea al Alexandriei, care este al 118-lea de la predicile Sfântului Marcu.

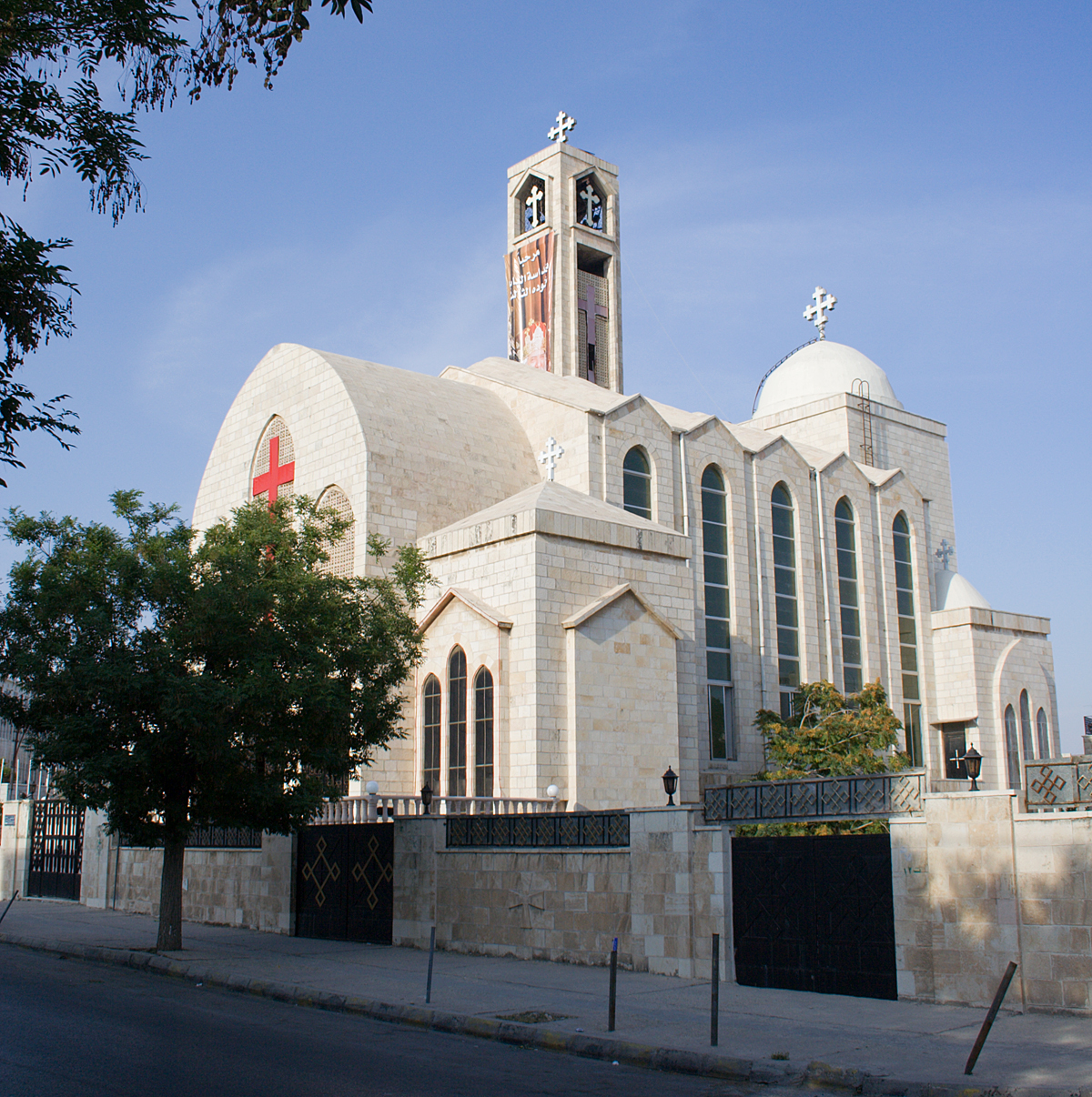
Biserică coptă în Amman